# ايمانويل تايلور غوردون
ايمانويل تايلور غوردون (بالإنجليزية: Emmanuel Taylor Gordon)‏ هو مغني أمريكي، ولد في 29 أبريل 1893، وتوفي في 5 مايو 1971.